# ドイツ銀行
ドイツ銀行（ドイツぎんこう、Deutsche Bank AG）は、フランクフルトを本拠地とするドイツのメガバンクである。
19世紀後半の大不況期にドイツ国内最大の銀行へ成長した。国内大手同様、戦前から監査役を複数の投資先等で兼任させている。なお、ドイツ銀行は市中銀行であり、中央銀行のドイツ帝国銀行（ライヒスバンク）やドイツ連邦銀行とは異なる。
現在の代表者は、ベイン・アンド・カンパニーとゴールドマン・サックス出身のパウル・アクライナー会長（Paul Achleitner）と、ドイツ銀行生え抜きのクリスティアン・ゼーヴィング社長（Christian Sewing）である。

## 名称
「ドイチェ」の方がドイツ語の表音として正しいが、「日本でドイチェだと、なかなかドイツの銀行と認識してもらえない」とのことから日本法人の正式名称は「ドイツ銀行」としている。傘下企業の証券部門は「ドイチェ証券」としていたが、2000年に「ドイツ証券」に変更した。ただし、資産運用部門は「ドイチェ・アセット・マネジメント株式会社」と「ドイチェ」のままである。
なお、グループ内の従業員は、「ドイツ」ではなく「ドイチェ」と呼ぶ場合が多い。

## 概説
ドイツ銀行はニューヨーク証券取引所とフランクフルト証券取引所に上場している市中銀行であり、ドイツ株価指数（DAX）の採用銘柄でもある。中央銀行と誤解されやすいが、ドイツの中央銀行はドイツ連邦銀行である。
1890年には保険会社アリアンツの創業に参加した。戦後から日本公共外債引受け大手の一つであった。1995年からは商業銀行から投資銀行へ事業の主軸を移しはじめた。この投資銀行業務は、一般的にアセットマネジメントや投信受託と不可分である。2005年までにドイツ銀行は収入の75%を投資銀行部門から出すようになった。同じころ自己資本利益率（ROE）は4%から25%へと伸びた。2004年、ミューチュアル・ファンドの短期取引・時間外取引で不当な利益をあげたスキャンダルが報道された。2003年9月から同様の不正競争が捜査されていたが、ロシアではそのころユコス株が乱高下し内部者取引が横行した。
ドイツ銀行は、ドレスナー銀行がコメルツ銀行に買収される2009年まで、両銀行と併せ、「ドイツ三大銀行」と呼ばれた。
2013年12月、LIBOR等不正操作により欧州委員会から制裁を受けた。
2014年、ルクセンブルク・リークスに租税回避を暴露された。2016年9月、米国内で住宅ローン担保証券を不正に販売した疑いで米司法省から140億ドルの和解金を請求された。MBS とも略されるこの証券はサブプライム住宅ローン危機の一因だったとされている。10月17日、他行と共謀して銀価格を不正に操作していた疑惑をめぐり、投資家に対して3800万ドルを支払うことで和解した。原告は、ドイツ銀行が1999年以来、HSBCやスコシアバンクと シルバー・フィックス と呼ばれる秘密会合を毎日開いて銀価格を不正に操作し、UBSはこの価格を利用していたと主張していた。会合の参加者にはJPモルガンもふくまれる。それでもゴールド・フィックスより参加者が少なく、その分共謀が容易な構造となっていた。銀価格は歴史上の大不況を経て世界的に下落したが、ちょうどこの時代にドイツ銀行は台頭したのである。2017年1月、ロシアでの100億ドルもの資金洗浄と英国での金融犯罪、双方における避止義務違反で6.3億ドルの制裁金を課された。

## 歴史

### 創業
1870年1月22日、統一ドイツ資本の海外進出を促進するため、外国貿易に特化した銀行としてベルリンで創業した。創業者は銀行家アデルベルト・デルブルック（Adelbert Delbruck）と政治家ルートヴィヒ・バンベルガー（Ludwig Bamberger）で、重役には銀行家ヘルマン・ヴァリッヒらのほか、ドイツ銀行設立を指導したゲオルク・フォン・ジーメンスが就いた。ゲオルクはヴェルナー・フォン・ジーメンスの従弟であり、やがては頭取となった。ゲオルクと設立に協力した銀行のうち、ドイツ語版のドイツ銀行記事にないものは、シャフハウゼン銀行とシュレジエン銀行である。
創業2年後の1872年（明治5年）、初の海外支店を日本の横浜と清の上海に開く。この際の人材は、普仏戦争でパリ割引銀行中国支店から解雇された職員を用いた。翌年にはロンドン支店も開設した。しかし東アジア取引は思ったほどうまくゆかず、経営を圧迫し、横浜支店も上海支店も3年で閉鎖し、以後は国内の産業に投資するユニバーサルバンク（銀証非分離）への道を選んだ。

### ドイツ最大の銀行
1876年、ベルリナー・バンク＝フェアアインとドイチュ・ウニオン＝バンクを合併し、ドイツ銀行は国内最大の銀行となった。翌年5月にはAEG の新株700万マルクの引受幹事として200万マルクを投じて、ゲオルクも合計で10年ほど監査役などの肩書きでAEG の経営に携わった。集中した資本をドイツ銀行は国外にも投じた。サンクトペテルブルクの海外貿易銀行（1881年）、アメリカ合衆国のノーザン・パシフィック鉄道（1883年）、ラテンアメリカのドイツ海外銀行（1886年）、オスマン帝国のバグダード鉄道（1888年、後で詳述）・ヒジャーズ鉄道（1900年）などに出資した。国内では鉄鋼・兵器コンツェルンのクルップへ融資をしたり、化学大手のバイエルがベルリン株式市場へ上場するのを仲介したり、また多くの企業を傘下に置いたりした。
1896年、ジーメンス・ウント・ハルスケが最初に発行した社債1千万マルクを幹事として引受け販売した。この年にゲオルクはAEG の監査役を辞めてジーメンス・ハルスケの方へ鞍替えした。
1889年、ディスコント・ゲゼルシャフトに従い独亜銀行を設立した。ここにはドイツ銀行の他にロスチャイルド、ブライヒレーダー、ダルムシュタット銀行（現バークレイズ）などが参加した。そして6年後にドレスデン銀行とシャフハウゼン銀行が続いた。独亜銀行の監査役会は、同行のベルリン支店から多めに代表を選び、経営実権を握る事業委員会へ送り出した。
元来ディスコント・ゲゼルシャフトはダーフィト・ハンゼマンが1849年に興したベルリン信用組合である。ハンゼマンは元々アーヘンの毛皮商人であった。1837年にライン鉄道会社の設立をリードした。三月革命のとき蔵相に就任していた。産業革命による人間疎外のあまり1849年2月9日には勅令でツンフトが復活するほどであったが、ベルリン信用組合はそんな戦いに臨む職人らの無限責任信用組合であった。この革命でベルギーではジョナサン・ラファエル・ビショフサイムがブリュッセルの信用組合Union du Crédit を創設しており、これをモデルにベルリン信用組合ができた。政府はベルリン信用組合を社団法人とみなし、免許権を用いて組合の存続を妨害した。そこでハンゼマンは1851年に定款を変更して合資会社ディスコント・ゲゼルシャフトを誕生させた。するとプロイセン銀行が会社の裏書する手形について購入や割引を拒否した。会社総会は1855-1856年に事業範囲を急拡大し、鉄道・鉱工会社の発起に関わる大銀行となった。このようなディスコントは1901年にフランクフルトのM. A. von Rothschild & Söhne を継承した。
1904年、Deutsche Petroleum-Aktiengesellschaft (DPAG) をベルリンに設立。これはやがてブリティッシュ・ペトロリアムとなる。
第一次世界大戦勃発時点で、トルコ石油の25%を支配した。しかしロイヤルダッチ・シェルも25%を占め、あとの50%はBP が保有した。交渉を重ねてもドイツ銀行の支配率は変わらなかった。開戦の重要な背景である。
1917年、ドイツ銀行元重役がウーファという映画会社の設立を資金面で主導した。1925年、パルファメト協定。
1924年、ドイツ銀行はロスチャイルド傘下のヴュルテンベルク手形交換組合銀行（Württembergischen Vereinsbank）を吸収した。この銀行は1870年と翌年にそれぞれドイツ銀行とDeutsche Vereinsbank in Frankfurt am Main の設立資本金を提供した。1874年に兵器会社Ludwig Loewe & Co. に資本参加し、同行のカウラ一族がLLを代表してオスマン帝国に軍需品を提供した。そしてカウラ一族の銀行はドイツ銀行へアナトリア鉄道（バグダード鉄道西部）の敷設事業を斡旋した。1888年、ビスマルクは関知しないと通告したが、ドイツ銀行とヴュルテンベルク・フランクフルトそれぞれの手形交換組合銀行が鉄道会社を設立した。認可の見返りに帝国の外債3千万マルクをBerliner Handels-Gesellschaft, Robert Warschauer と引受けた。ブライヒレーダーや Vincent Henry Penalver Caillard (1856–1930) が参加するオスマン債務管理局に鉄道事業の保証財源を集中させ、見返りにヴィンセントが鉄道敷設に参加した。ピアソンに建設を断られ、会社はRégie générale des chemins de fer に現場を引受けさせた。全線の開通したころに起きたベアリング恐慌をきっかけに、会社資本はドイツ銀行グループが独占した。
1929年、ドイツ銀行はシャフハウゼン銀行やシュレジエン銀行だけでなく、ディスコント・ゲゼルシャフトも合併した。これは過去からディスコント・アソシエーションと呼ばれてきたコネクションであった。

### 「アーリア化」
反ユダヤ的政策を押し出したヒトラーのナチ党は、総選挙に勝利し1933年にドイツの政権を握ると、ドイツの大手企業にユダヤ系社員の追放を強制する方針を示した。これを受けてドイツ銀行は取締役会からユダヤ系役員3人を追放し、またドイツ政府によるユダヤ系資本の押収による経済の「アーリア化」に関与した。社史によれば、1938年11月までに363件の事業押収に協力した。第二次世界大戦では占領地の銀行を併合し、規模を拡大させた。クレディト・アンシュタルトは一例であるが、東欧進出には次節のアプスも関与した。この時期、ドイツ銀行はドイツ最大の銀行としてドイツ政府やナチ党に多く融資しており、ゲシュタポへの銀行施設提供、アウシュヴィッツ強制収容所や隣接するIG・ファルベン社施設への融資なども行った。
1999年にはドイツ銀行はこの関与を公式に認め謝罪し、同年暮れには他のドイツの大手企業とともに52億ドルの補償基金をホロコースト生存者のために供出した。

### 分割と再統合
第二次世界大戦のドイツ敗戦と東西ドイツへの分割に伴い、ドイツ銀行は資本主義体制下の西ドイツに組み込まれたものの、連合国軍司令部から10分割命令を受け1948年4月1日に分離解体された。
連合国による占領体制が終わった後の1952年には、10の銀行は3つに統合し、1957年にはこれらの銀行も合併統合し、西ドイツのフランクフルトを本店として「ドイツ銀行」が復活した。この間には戦前からドイツ経済の巨人であったヘルマン・ヨーゼフ・アプスの活躍があった。1956年に敵性資産としてヒューゴー・シュティンネス・コーポレーションが競売にかけられることになった。これはシュティンネス・コンツェルンの後継であり、創業者の息子が56%を支配していた。巨人アプスはシュティンネスを弁護した。競売にかけたりして国の返済能力が落ちたらどうするのかと凄んでみせたのである。コンラート・アデナウアー首相までも個人的に働きかけた。合衆国政府は彼らの主張を受け容れて、シュティンネスの競売を特例としてあつかい、ここへ西ドイツが参加することを認めた。こうして西ドイツの財閥解体は失敗して、1958年になってから競争制限禁止法ができたのである。
西ドイツでは銀行法第12条と第19条により自己資本規制さえクリアすれば持ち株比率を好きなだけ上げることができた。また、1965年の株式法改正までは、株主の指示がないかぎり、寄託されている株式議決権をずっと使えた。改正してもなお最長5ヶ月利用できた。このような法律環境で、銀行は戦前同様に参加企業へ監査役を派遣して経営を支配した。ベルリンの壁崩壊直前においてさえ、株式法第100条は一企業の役員が他企業の監査役を最高10社まで兼務することを認めていた。
寄託株式による議決権シェアは、1986年のドイツ銀行が保有するものだと、まずダイムラー・ベンツ株で41.80%、次にクレックナー・フンボルト・ドイツ株で44.24%、そして自己株式では47.17%であった。ドイツ銀行は1975年、フレデリック・カール・フリックからダイムラー・ベンツの株式を10億ドル超も買っていた。

### 国外企業の買収と合併
金融ビッグバン後の1989年11月7日、アルフレート・ヘルハウゼンの主導でダイムラークライスラー・エアロスペースが設立された。ヘルハウゼンはダイムラー・ベンツの監査役会会長であった。ヘルムート・コール首相の経済顧問としても辣腕をふるったが、11月30日ドイツ赤軍がらみのテロに遭って死亡した。この11月にドイツ銀行はロンドンの投資銀行モルガン・グレンフェル銀行を買収した。再統一の勢いもあり、ドイツ銀行はドイツ経済ごと機関化した。ジョン・アンソニー・クラーヴェン（John Craven）がドイツ銀行初の外国人取締役となった。なお、ダイムラーごとAEGも機関化されていった。
ドイツ銀行は機関化された資力で1998年にアメリカ8位のバンカース・トラスト（Bankers Trust）を買収した。1999年にはクレディ・リヨネ（現クレディ・アグリコル）買収にも参加して、ブリュッセルのクレディ・リヨネ・ベルギーを買収した。日本の三井グループ中核企業のさくら銀行（現三井住友銀行）の買収も検討された。2001年、ドイツ銀行はJPモルガンがウォール街で本部としていた高層ビル60 Wall Streetを買収した。

### 現在
2008年9月には、2009年3月までにドイツポスト（ドイツ郵便）が所有するポストバンク株の29.75%を買収すると発表した。同時にドイツポストは残る21.25%の株についても優先的にドイツ銀行に売却することも決まっており、事実上のポストバンク買収となる。
企業メセナなど、芸術支援や社会奉仕活動にも熱心である。1979年以来現代美術作品を継続的に多数購入しており、所有するだけでなく各オフィス内に一流の作品を置き、社員と芸術のつながりも作り出そうとしている。そのコレクションは5万点以上に上る。
2015年1月、スイス国立銀行が従来の姿勢を変えてスイスフランの急騰を許したことにより、匿名筋で約1億5000万ドルの損失を出したという。同年6月には9人の顧客が脱税容疑で捜査を受け、Caxton Associatesへの人材流出が起こるなどした。9月に起きたフォルクスワーゲンの排出ガス規制不正問題の際には1兆円を超える緊急融資を行った。
2016年8月には、2017年にアルゼンチン部門をコマフィ銀行に売却することで合意し、ブラジル部門の人員の半数をリストラする方針を固めるなど中南米市場からの撤退を進めている。
2017年4月には中華人民共和国の海航集団が筆頭株主となった。なお、海航集団の経営はその後悪化し、2018年には独銀株の売却を決定し、香港民主化デモや新型コロナウイルスなどの影響もあり2021年1月29日には破綻した。
2018年9月、ユーロ・ストックス50指数の算出開始以来続いた最古の銘柄から除外された。
2019年7月には従業員の2割に当たる1.8万人の削減、株式売買業務からの撤退を含む投資銀行部門の大規模なリストラを実施した。

## 日本におけるドイツ銀行
ドイツ銀行グループは明治5年（1872年）、同行初の海外拠点として、日本に進出した。もっとも、本格的な進出は第二次世界大戦後である。ユーロクリアとクリアストリームが出揃った1971年、東京へ支店を出した。その後、大阪市や名古屋市にも開設した。1985年から証券業務を手がけており、オフショア市場として軌道に乗った東京証券取引所に1989年11月上場した。1989年時点の世界ランキングでは総資産16位、資本金11位であって、日本勢に引き離されていた。

### 事業展開
現在日本では、ドイツ銀行グループとして、ドイツ銀行、ドイツ証券、ドイチェアセットマネジメント、ドイチェ信託、の4法人体制で金融事業を行っている。このうち、中核として機能しているのは、証券・投資銀行業務を担っているドイツ証券である。4社はいずれも、東京都千代田区の山王パークタワーに、ドイツ銀行グループとして入居している。なお、2024年をもって、麻布台ヒルズ森JPタワーに移転することが明らかになっている。
マーケットサイドの業務に比較的強く調査業務や債券等業務において一定以上のプレゼンスを日本国内でも持っている。一方、投資銀行部門 は現状、日本国内でのプレゼンスは他の投資銀行よりも比較的低い。
しかしながら、2006年にソフトバンクがボーダフォン日本法人（現在はSBに完全統合）を買収するにあたり、買収資金が日本最大級となったため、みずほコーポレート銀行やゴールドマン・サックス証券とともにソフトバンク側アドバイザリーとして共同主幹事を務めた。ボーダフォン本体は2012年にケーブル・アンド・ワイヤレスを買収した。

## 不祥事

### 贈収賄事件
2013年12月5日、警視庁はドイツ証券社員が三井物産連合厚生年金基金の常務理事に対し、高額な接待を頻繁に行ったとして、贈賄の疑いで逮捕。証券取引等監視委員会も金融商品取引法違反で金融庁に行政処分を出すよう勧告。同庁は同12日、ドイツ証券に業務改善命令を発動した。

### 情報漏洩
2015年12月15日、金融庁は証券取引等監視委員会が検査の結果、ドイツ証券アナリストが東証1部上場会社の決算に関する情報を公表前に入手し、同社職員や顧客に伝えていたとする法令違反の事実が認められたとして、行政処分を求める勧告を出したことを受け、ドイツ証券に業務改善命令を出したと発表した。

## 資金洗浄
ロシア人の富裕層による数十億ドル相当の資金洗浄（マネーロンダリング）を行員が手助けした疑惑に関係するニューヨーク州金融サービス局（DFS）の調査を決着させるため、４億2500万ドル（約483億円）の支払いに同意した。DFSが2017年1月30日発表した 。
2017年7月17日、アメリカに亡命した中国の大富豪郭文貴が「ドイツ銀行の筆頭株主である海航集団が中国共産党中央規律検査委員会書記王岐山と関連する資金洗浄でアメリカ政府に調査されている」と発表し、2019年10月14日にニューヨーク・タイムズはドイツ銀行のCEOだったヨゼフ・アッカーマンが江沢民、温家宝、王岐山ら中国共産党幹部に贈賄や縁故採用などを行ったと報じた。

### パナマ文書関連
2018年11月、パナマ文書をきっかけとしたマネーロンダリング事件の捜査の一環で、ドイツ銀行に総勢170人もの警察官や検察官、税務調査官らが家宅捜索に入った。